# Natalija Vorozjbyt
Natalija Anatolijivna Vorozjbyt (ukrainska: Наталія Анатоліївна Ворожбит), född 4 april 1975 i Kiev i Ukrainska SSR i Sovjetunionen (nu Ukraina), är en ukrainsk dramatiker och manusförfattare. Hon har skrivit ett tjugotal pjäser, vilka har satts upp i bland annat Ukraina, Polen, Ryssland och USA. 

## Biografi
Vorozjbyt föddes 1975 i Kiev. Hon är utbildad vid Maksim Gorkijs litteraturinstitut i Moskva, och har även studerat vid det internationella författarprogrammet vid University of Iowa. Hon har också varit en del av International Playwright Residence ("internationella dramatikervistelsen") vid Royal Court Theatre i London.
Vorozjbyt har skrivit omkring 20 pjäser, och har varit en del av ett femtiotal teaterproduktioner runtom i världen. Hennes pjäser har satts upp på teatrar i flera ukrainska städer, liksom i Ryssland, Storbritannien, Lettland, Litauen, Polen och USA. Dessutom har hon haft samarbeten med Royal Shakespeare Company.
Hon har också arbetat med vittnesteater och dokumentärteater. Tillsammans med den tyska regissören Georg Genoux grundade hon i januari 2015 "De fördrivnas teater", en teater där flyktingar från Donbass kunde berätta om sina öden. Hon leder dessutom flera teaterfestivaler i Ukraina.
2021 mottog hon Oleksandr Dovzjenko-priset för sina bidrag till ukrainsk film.